# Svankälla våtmarkspark

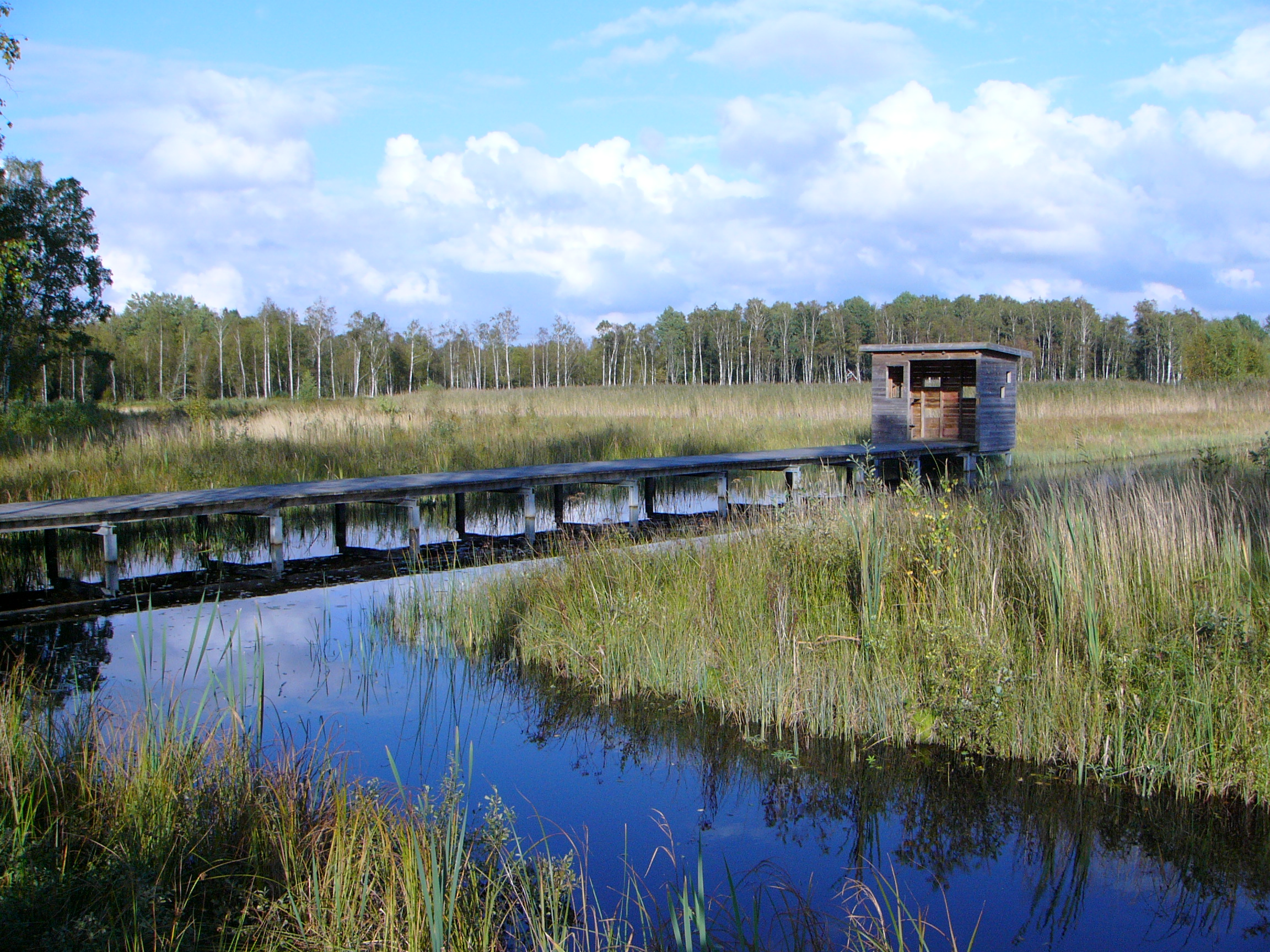
Gömsle på västra sidan av parken.

Svankälla våtmarkspark är en våtmarkspark som ligger i utkanten av Mysterna i primärområdet Kärra i Göteborgs kommun. Området byggdes 2003/2004 och är rikt på fågelarter som brun kärrhök, smådopping, mindre hackspett, sothöna och gräsand. 

## Historia
En fiskodling startades 1917 och lades ned 1974. Bland de fiskarter som odlades fanns till exempel ruda, karp och regnbåge. När fiskodligen lagts ner växte området igen, men förslag till åtgärdes togs fram. År 1988 anlades en ny damm för att gynna fågellivet. Därefter har successivt fler åtgärder skett för att höja områdets biologiska värden och betydelse som rekreationsområde. Man har till exempel satt upp en informationsskylt i området och byggt ett fågeltorn (som är nedbrunnet[källa behövs]).

### Västra dammen
Västra dammen kallas en konstgjord vattensamling som ligger precis intill huvuddammen i Svankälla våtmarkspark. Dammen anlades år 1988 för att gynna fågellivet. Fågelarter som smådopping, sothöna och även kanadagäss kan finnas i dammens närhet. Dammen fungerar som ett filtrerat reningsverk för huvuddammen, där vatten kan rinna över till den större dammen då den översvämmas under regnskurar. Dammen skal vara fisktom för att gynna fågellivet, bland annat smådoppingen är väldigt känslig och blir lätt störd om ett vattendrag de har bosatt sig vid hyser fisk. 
Den västra dammen är dock inte fisktom eftersom fisk som bland annat ruda och karp simmar där. Dammen är dock svårfiskad vilket dels beror på den rika vegetationen i dammens biologi, men även på all fuktig mossa som omger dammen, vilket gör den svåråtkomlig. Dammen skall vara uppemot 2 meter djup men har en ojämn botten där djupet kraftigt varierar från några meter till 20-30 cm.

## Fiskarter
Efter att fiskodlingen lades ned fanns både ruda, karp och regnbåge kvar. Under senare år[när?] försvann regnbågen, samtidigt som vitfisk som mört och sarv dök upp tillsammans med abborre. Med åren ökade beståndet av annan fisk samtidigt som beståndet av ruda var stabilt. Karpen var så gott som borta vid den här tiden. Vintern 2009 dog nästan all annan fisk ut på grund av extrem kyla vilket ledde till att sjön nästan bottenfrös. Rudan var den enda art som hade klarat sig helt. Dock har mörten och karpen börjat att återhämta sig samtidigt som en ny art, nämligen sutaren, har dykt upp. Dammen är inte mer än 1,5 meter djup vilket innebär att det blir svårt för vitfisk och laxfisk att klara hårdare vintrar där på grund av risken för syrebrist.

## Sportfisket
De flesta som kommer till dammen för att fiska seriöst fiskar alltid efter ruda. I sjön ska det gå flera rudor på över 2 kilo men dock är fiskar på mer än 2 hekto ytterst ovanliga. Medelvikten på ruda ligger på ungefär 30 gram. På senare tid[när?] har även ett eftertraktat fiske efter karp startat, men inga karpar på över 2-3 kg verkar finnas i dammen.